# Операция «Страж стен»
Операция «Страж стен» (ивр. מבצע שומר החומות‎) — кодовое название израильской военной операции в секторе Газа, которая проводилась с 10 по 21 мая 2021 года.

## Предыстория
В мае 2021 года несколько палестинских семей были выселены из района Шейх-Джаррах в Восточном Иерусалиме по решению израильского суда. 7 мая начались столкновения палестинцев с израильской пограничной полицией (МАГАВ) в районе Шейх-Джаррах и у Храмовой горы, где находится третья по важности мусульманская святыня — мечеть Аль-Акса. Израильская полиция, отвечающая за охрану правопорядка и общественного спокойствия, была вынуждена использовать против агрессивно настроенных демонстрантов-палестинцев резиновые пули, светошумовые гранаты и слезоточивый газ, штурмовать мечеть и, в целях безопасности, потребовать от прихожан, чтобы они освободили молельный зал.

## Развитие событий
10 мая ХАМАС выдвинул властям Израиля ультиматум, потребовав вывод сил безопасности из района Шейх-Джаррах и с Храмовой горы.
Вечером 10 мая начались массовые обстрелы Израиля из сектора Газа, было выпущено не менее 150 ракет.
В ответ Армия обороны Израиля нанесла авиаудары по сектору Газа. По заявлению израильских военных, они поразили 140 военных целей.
По данным Армии обороны Израиля, в ночь на 11 мая ХАМАС выпустил более 200 ракет, пострадали десятки человек.
11 мая Армия обороны Израиля разбомбила многоэтажное здание «башня Ханади» в секторе Газа, в которой размещались офисы ХАМАС. Также Израиль объявил о мобилизации 5 тысяч военнослужащих резерва и 8 рот резервистов МАГАВ.

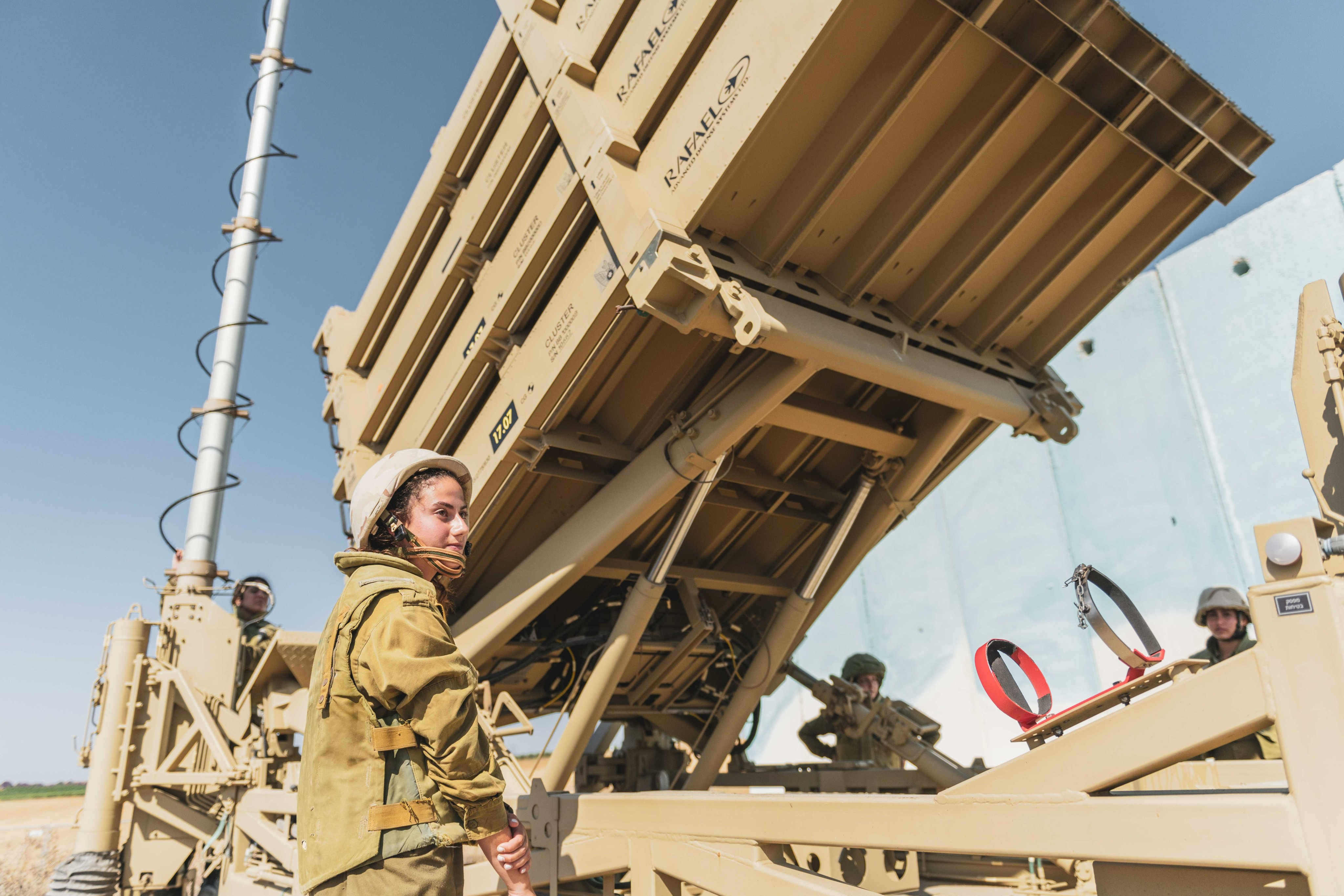
Батарея «Железный купол», май 2021

По заявлению ХАМАС, 11 мая он выпустил 137 ракет по Ашкелону и Ашдоду с целью превысить потенциал противоракетной системы «Железный купол». Ракеты были запущены также в направлении Тель-Авива и других городов в центре Израиля. По данным израильских военных, 90 % ракет были перехвачены системой «Железный купол».
14 мая Израиль подверг массированным ударам самолётами и САУ M109A6 Paladin систему тоннелей, построенную в секторе Газа палестинским радикальным движением ХАМАС. Ни один израильский солдат не вступил на территорию сектора Газа. В ходе контртеррористической операции «Страж стен» ЦАХАЛ вычисляет местоположение боевиков ХАМАСа с помощью мультикоптеров с системой искусственного интеллекта «Химера» (Chimera), разработанной компанией Thirdeye Systems при поддержке отдела разработки вооружений в министерстве обороны (МАПАТ).
15 мая группировка ХАМАС обстреляла ракетами порт в городе Ашдод.
16 мая были очередные обстрелы городов юга Израиля.
17 мая были нанесены удары по домам 5 командиров ХАМАС.
По данным пресс-службы Армии обороны Израиля, с 19:00 17 мая до 7:00 18 мая были зафиксированы пуски по жилым районам Израиля примерно 90 ракет из сектора Газа, из которых примерно 22 % упали на территории сектора, а остальные перехватила система ПРО «Железный купол».
С 2:00 по МСК 21 мая стороны договорились о прекращении огня.

## Потери
Со стороны Израиля:
- 11 мая две женщины были убиты в Ашкелоне, и третья — в Ришон-ле-Ционе[7].
- 12 мая: 2 погибших в Лоде, кроме того, погибли военный на границе с Газой и 6-летний мальчик в Сдероте[12].
- 13 мая в Беэр-Товия погибла 87-летняя женщина: по дороге в бомбоубежище она упала и получила травму, от которой скончалась в больнице на следующий день.
- 14 мая в посёлке Нетаим южнее Ришон-ле-Циона погибла 50-летняя женщина, которая также бежала в бомбоубежище, упала и получила черепно-мозговую травму.
- 15 мая в Рамат-Гане погиб 55-летний мужчина-инвалид, который во время тревоги вынужденно оставался в своей квартире.
- 18 мая в Эшколе погибло 2 человека во время обстрела. Погибшие были гражданами Таиланда, работавшими в Израиле.

По состоянию на 11 мая, 95 людям потребовалась помощь в больницах Израиля после бомбардировок.
Со стороны сектора Газа, по данным палестинских властей:
- 10 мая были убиты 24 человека,
- 11 мая были убиты 8 человек,
- 12 мая были убиты 16 человек.

всего (на 12 мая) — 48 человек, в том числе 14 детей и 3 женщины.
По состоянию на 12 мая, 304 человека были ранены в секторе Газа, в том числе при бомбардировках объектов военной инфраструктуры ХАМАС, расположенных на территориях жилых домов.